# Adrián Lajous Vargas
Adrián Lajous Vargas (Ciudad de México, 14 de diciembre de 1943) es un economista y académico mexicano especializado en asuntos energéticos que se desempeñó como director general de Petróleos Mexicanos (Pemex) de 1994 a 1999.

## Trayectoria
Es licenciado en Economía por la Escuela Nacional de Economía de la Universidad Nacional Autónoma de México (UNAM, 1967) y maestro en Economía por el King's College de la Universidad de Cambridge (1969).
Inició su carrera en al ámbito académico como profesor investigador (1971-1977) y coordinador de la maestría en economía (1971-1973) en El Colegio de México y como catedrático en la Escuela Nacional de Economía (1972). En 1977, se incorporó a la Secretaría de Patrimonio y Fomento Industrial como asesor del secretario José Andrés de Oteyza y ocupó los cargos de director de Inversiones Industriales (1977-1980), director general de Energía y secretario ejecutivo de la Comisión de Energéticos (1980-1982) dentro de la misma dependencia.
En 1982 se traslada a Pemex, en donde fungió como coordinador ejecutivo de Comercio Internacional (1982-1988), subdirector de Planeación y Producción (1988-1994) y director general de Pemex Refinación. El 29 de diciembre de 1994, el presidente Ernesto Zedillo lo nombra director general de Pemex, cargo al que renuncia el 14 de diciembre de 1999 por diferencias con el entonces secretario de Energía, Luis Téllez, en cuestiones de petroquímica, gas natural y presupuestos. Posteriormente fue designado asesor del presidente Zedillo para asuntos petroleros internacionales hasta el fin del sexenio.
En el sector privado, Lajous fue asesor senior en energía de McKinsey & Company (2001-2011) y miembro del Consejo de Administración de Schlumberger Limited (2002-2014). Entre 2003 y 2004 fue senior fellow del Centro de Gobierno y Negocios de la Escuela de Gobierno John F. Kennedy de la Universidad de Harvard y visiting fellow del Instituto Kellogg de la Universidad de Notre Dame en 2005.
Actualmente preside la consultora Petrométrica y, desde 2006, pertenece a los Consejos de Administración de Ternium, Trinity Industries. Asimismo, es asesor de Morgan Stanley en Londres, non-resident fellow del Center on Global Energy Policy de la Universidad de Columbia y forma parte de la Junta de Gobierno de The Oxford Institute of Energy Studies de la Universidad de Oxford.

## Familia
Es hijo de Adrián Lajous Martínez y María de la Luz Vargas Burgos. Su padre adquirió notoriedad en 1982 cuando renunció a su cargo como director general del Banco Nacional de Comercio Exterior en protesta por el decreto del presidente José López Portillo que nacionalizaba la banca privada mexicana. Es hermano de Alejandra Lajous, cronista de la Presidencia de la República durante el gobierno de Miguel de la Madrid; Luz Lajous Vargas, diputada federal por el Partido Revolucionario Institucional de 1982 a 1985 y Roberta Lajous Vargas, embajadora de México en España entre 2013 y 2020.
Está casado con la politóloga Soledad Loaeza Tovar. Su hijo, Andrés Lajous Loaeza, es Secretario de Movilidad de la Ciudad de México en la administración de Claudia Sheinbaum.